# Aston Villa Football Club 2008-2009
Questa voce raccoglie le informazioni riguardanti l'Aston Villa Football Club nelle competizioni ufficiali della stagione 2008-2009.

## Stagione
L'Aston Villa ha iniziato la stagione partecipando alla Coppa Intertoto 2008, superando prima l'Odense e qualificandosi così per la Coppa UEFA 2008-2009, dove ha superato prima FH e poi Litex Loveč. Ha disputato la prima partita di campionato contro il Manchester City, dove si è imposto per quattro a due. Il 24 settembre, è stato sconfitto dai Queens Park Rangers ed è stato eliminato dalla Football League Cup 2008-2009. Ha superato il turno di Coppa UEFA, arrivando terzo nel girone, grazie ai successi su Ajax e Slavia Praga, ma è stato sconfitto da Žilina e Amburgo. Il 15 novembre, è arrivato un importante successo per due a zero sull'Arsenal, all'Emirates Stadium. Il 4 gennaio, ha superato il turno di FA Cup 2008-2009, con il successo per due a uno sul Gillingham.
È stato l'Everton a terminare l'avventura in FA Cup dei Villans: a Goodison Park, infatti, i Toffees si sono imposti per tre a uno. Il CSKA Mosca, invece, ha eliminato l'Aston Villa nel doppio confronto. In campionato, la squadra di Birmingham è stata a lungo impegnata nella lotta per conquistare un posto nella Champions League 2009-2010, venendo però scavalcata dall'Arsenal. Il club non è così riuscito a migliorare il sesto posto della stagione precedente, conquistando però l'accesso diretto in Europa League 2009-2010.

## Maglie e sponsor
Lo sponsor tecnico per la stagione 2008-2009 è Nike, mentre lo sponsor ufficiale è Acorns Children's Hospice. La prima divisa è quella classica: la maglia è viola (claret) e le maniche sono celesti (blue). I pantaloncini sono bianchi e i calzettoni celesti. La seconda divisa mantiene il design della prima, ma al posto del viola c'è il celeste e le maniche sono nere. Anche i pantaloncini sono neri, come i calzettoni.

## Società
Area direttiva
- Presidente: Randy Lerner
- Presidente onorario: Doug Ellis
- Direttore non esecutivo: Charles C. Krulak
- Direttore non esecutivo: Bob Kain
- Direttore Generale: Paul Faulkner

Area organizzativa
- Segretario generale: Sharon Barnhurst

Area comunicazione
- Responsabile area comunicazione: Steve Tudgay
- Ufficio Stampa: Alison Plant

Area marketing
- Ufficio marketing: John Greenfield

Area tecnica
- Allenatore: Martin O'Neill
- Allenatore in seconda: John Neilson Robertson
- Preparatore/i atletico/i: Steve Walford
- Preparatore dei portieri: Seamus McDonagh

Area sanitaria
- Responsabile sanitario: Roddy MacDonald
- Medici sociali: Alan Smith

## Rosa
| N. |                        | Ruolo | Calciatore         |
| -- | ---------------------- | ----- | ------------------ |
| 1  | Stati Uniti (bandiera) | P     | Brad Friedel       |
| 2  | Inghilterra (bandiera) | D     | Luke Young         |
| 3  | Paesi Bassi (bandiera) | D     | Wilfred Bouma      |
| 4  | Inghilterra (bandiera) | C     | Steven Sidwell     |
| 5  | Danimarca (bandiera)   | D     | Martin Laursen (C) |
| 6  | Inghilterra (bandiera) | C     | Gareth Barry       |
| 7  | Inghilterra (bandiera) | C     | Ashley Young       |
| 8  | Inghilterra (bandiera) | C     | James Milner       |
| 9  | Inghilterra (bandiera) | A     | Marlon Harewood    |
| 10 | Norvegia (bandiera)    | A     | John Carew         |
| 11 | Inghilterra (bandiera) | A     | Gabriel Agbonlahor |
| 13 | Inghilterra (bandiera) | P     | Stuart Taylor      |
| 14 | Inghilterra (bandiera) | A     | Nathan Delfouneso  |
| 15 | Inghilterra (bandiera) | D     | Curtis Davies      |
| 16 | Inghilterra (bandiera) | D     | Zat Knight         |

| N. |                        | Ruolo | Calciatore        |
| -- | ---------------------- | ----- | ----------------- |
| 17 | Togo (bandiera)        | C     | Moustapha Salifou |
| 18 | Inghilterra (bandiera) | A     | Emile Heskey      |
| 19 | Bulgaria (bandiera)    | C     | Stiliyan Petrov   |
| 20 | Inghilterra (bandiera) | C     | Nigel Reo-Coker   |
| 21 | Inghilterra (bandiera) | D     | Nicky Shorey      |
| 22 | Stati Uniti (bandiera) | P     | Brad Guzan        |
| 24 | Spagna (bandiera)      | D     | Carlos Cuéllar    |
| 26 | Inghilterra (bandiera) | C     | Craig Gardner     |
| 27 | Inghilterra (bandiera) | C     | Isaiah Osbourne   |
| 45 | Inghilterra (bandiera) | C     | Marc Albrighton   |
| 46 | Scozia (bandiera)      | D     | Barry Bannan      |
| 47 | Inghilterra (bandiera) | D     | Ciaran Clark      |
| 48 | Inghilterra (bandiera) | D     | Nathan Baker      |
| 49 | Australia (bandiera)   | D     | Chris Herd        |
| 56 | Ungheria (bandiera)    | D     | Zoltán Stieber    |

## Calciomercato

### Sessione estiva(dal 01/07 al 01/09)
| Acquisti | Acquisti       | Acquisti      | Acquisti                   |
| R.       | Nome           | da            | Modalità                   |
| -------- | -------------- | ------------- | -------------------------- |
| P        | Brad Friedel   | Blackburn     | definitivo (2,5 milioni £) |
| P        | Brad Guzan     | Chivas USA    | definitivo (0,6 milioni £) |
| D        | Carlos Cuéllar | Rangers       | definitivo (7,8 milioni £) |
| D        | Curtis Davies  | West Bromwich | definitivo (9 milioni £)   |
| D        | Nicky Shorey   | Reading       | definitivo                 |
| D        | Luke Young     | Middlesbrough | definitivo (6 milioni £)   |
| C        | James Milner   | Newcastle Utd | definitivo (12 milioni £)  |
| C        | Steven Sidwell | Chelsea       | definitivo (5 milioni £)   |

| Cessioni | Cessioni        | Cessioni         | Cessioni                 |
| R.       | Nome            | a                | Modalità                 |
| -------- | --------------- | ---------------- | ------------------------ |
| P        | Thomas Sørensen | Stoke City       | parametro zero           |
| D        | Erik Lund       | IFK Göteborg     | parametro zero           |
| D        | Olof Mellberg   | Juventus         | parametro zero           |
| C        | Damian Bellón   | Vaduz            | parametro zero           |
| C        | Yago Bellón     | Wil              | parametro zero           |
| C        | Patrik Berger   | Sparta Praga     | parametro zero           |
| C        | Danny Earls     | Rochester Rhinos | parametro zero           |
| A        | Luke Moore      | West Bromwich    | definitivo (3 milioni £) |
| A        | Shaun Maloney   | Celtic           | definitivo               |

### Sessione invernale(dal 02/01 al 01/02)
| Acquisti | Acquisti         | Acquisti  | Acquisti   |
| R.       | Nome             | da        | Modalità   |
| -------- | ---------------- | --------- | ---------- |
| D        | Arsenio Halfhuid | Excelsior | definitivo |
| A        | Emile Heskey     | Wigan     | definitivo |

| Cessioni | Cessioni        | Cessioni | Cessioni   |
| R.       | Nome            | a        | Modalità   |
| -------- | --------------- | -------- | ---------- |
| A        | Wayne Routledge | QPR      | definitivo |

## Risultati

### Premier League
| Arbitro: | Dowd |

|                                    |           |                       |
| Carew 47’ Agbonlahor 69’, 76’, 74’ | Marcatori | 64’ Elano 89’ Ćorluka |

| Arbitro: | Halsey |

|                                      |           |                       |
| Lawrence 30’ Fuller 80’ Sidibe 90+4’ | Marcatori | 63’ Carew 84’ Laursen |

| Birmingham 31 agosto 2008, ore 16:00 UTC+0 3ª giornata | Aston Villa | 0 – 0 referto | Liverpool | Villa Park (41.647 spett.)\| Arbitro: \| Atkinson \| |
| Arbitro:                                               | Atkinson    |               |           |                                                      |

| Arbitro: | Bennett |

|          |           |                           |
| Bent 87’ | Marcatori | 5’ Reo-Coker 54’ A. Young |

| Arbitro: | Dean |

|              |           |                          |
| Morrison 34’ | Marcatori | 27’ Carew 29’ Agbonlahor |

| Arbitro: | Walton |

|                        |           |           |
| A. Young 18’ Carew 33’ | Marcatori | 18’ Cissé |

| Arbitro: | Foy |

|                        |           |  |
| J. Cole 21’ Anelka 44’ | Marcatori |  |

| Birmingham 18 ottobre 2008, ore 15:00 UTC+0 8ª giornata | Aston Villa | 0 – 0 referto | Portsmouth | Villa Park (37.660 spett.)\| Arbitro: \| Riley \| |
| Arbitro:                                                | Riley       |               |            |                                                   |

| Arbitro: | Jones |

|  |           |                                                |
|  | Marcatori | 22’ Barry 57’ Agbonlahor 62’ Carew 90’ Sidwell |

| Arbitro: | Stroud |

|                                         |           |                           |
| L. Young 45+1’ Barry 65’ Agbonlahor 87’ | Marcatori | 30’ Warnock 90+4’ Emerton |

| Arbitro: | Bennett |

|                  |           |  |
| Martins 60’, 83’ | Marcatori |  |

| Arbitro: | Styles |

|             |           |                 |
| Sidwell 37’ | Marcatori | 34’, 88’ Tuncay |

| Arbitro: | Riley |

|  |           |                                  |
|  | Marcatori | 70’ (aut.) Clichy 80’ Agbonlahor |

| Birmingham 22 novembre 2008, ore 17:30 UTC+0 14ª giornata | Aston Villa | 0 – 0 referto | Manchester Utd | Villa Park (42.585 spett.)\| Arbitro: \| Foy \| |
| Arbitro:                                                  | Foy         |               |                |                                                 |

| Birmingham 22 novembre 2008, ore 15:00 UTC+0 15ª giornata | Aston Villa | 0 – 0 referto | Fulham | Villa Park (36.625 spett.)\| Arbitro: \| Jones \| |
| Arbitro:                                                  | Jones       |               |        |                                                   |

| Arbitro: | Atkinson |

|                    |           |                                |
| Lescott 30’, 90+3’ | Marcatori | 1’ Sidwell 54’, 90+4’ A. Young |

| Arbitro: | Probert |

|                                                    |           |                         |
| Agbonlahor 25’, 67’ Davies 40’ (aut.) A. Young 78’ | Marcatori | 17’ Elmander 86’ Davies |

| Arbitro: | Halsey |

|  |           |                  |
|  | Marcatori | 78’ (aut.) Neill |

| Arbitro: | Mason |

|                        |           |                        |
| Barry 65’ Knight 90+2’ | Marcatori | 40’ Denílson 49’ Diaby |

| Arbitro: | Bennett |

|  |           |                    |
|  | Marcatori | 88’ (aut.) Zayatte |

| Arbitro: | Bennett |

|                              |           |              |
| Davies 19’ Carson 41’ (aut.) | Marcatori | 49’ Morrison |

| Arbitro: | Dean |

|             |           |                      |
| Collins 11’ | Marcatori | 60’ Milner 80’ Barry |

| Arbitro: | Walton |

|  |           |            |
|  | Marcatori | 21’ Heskey |

| Birmingham 31 gennaio 2009, ore 15:00 UTC+0 24ª giornata | Aston Villa | 0 – 0 referto | Wigan | Villa Park (41.776 spett.)\| Arbitro: \| Styles \| |
| Arbitro:                                                 | Styles      |               |       |                                                    |

| Arbitro: | Bennett |

|  |           |                             |
|  | Marcatori | 27’ Milner 90+1’ Agbonlahor |

| Arbitro: | Halsey |

|  |           |            |
|  | Marcatori | 19’ Anelka |

| Arbitro: | Webb |

|                      |           |                          |
| Petrov 45’ Carew 78’ | Marcatori | 88’ Shawcross 90’ Whelan |

| Arbitro: | Foy |

|                               |           |  |
| Elano 24’ Wright-Phillips 89’ | Marcatori |  |

| Arbitro: | Bennett |

|           |           |                   |
| Carew 85’ | Marcatori | 5’ Jenas 50’ Bent |

| Arbitro: | Atkinson |

|                                          |           |  |
| Kuijt 8’ Riera 33’ Gerrard 39’, 65’, 50’ | Marcatori |  |

| Arbitro: | Riley |

|                                |           |                          |
| Ronaldo 14’, 80’ Macheda 90+3’ | Marcatori | 30’ Carew 58’ Agbonlahor |

| Arbitro: | Webb |

|                                |           |                                     |
| Carew 33’ Milner 55’ Barry 66’ | Marcatori | 19’ Fellaini 23’ Cahill 54’ Pienaar |

| Arbitro: | Styles |

|            |           |             |
| Heskey 11’ | Marcatori | 85’ Tristán |

| Arbitro: | Probert |

|           |           |              |
| Cohen 60’ | Marcatori | 43’ A. Young |

| Arbitro: | Dean |

|           |           |  |
| Carew 34’ | Marcatori |  |

| Arbitro: | Halsey |

|                           |           |              |
| Murphy 6’ Kamara 46’, 60’ | Marcatori | 14’ A. Young |

| Arbitro: | Riley |

|            |           |           |
| Tuncay 14’ | Marcatori | 56’ Carew |

| Arbitro: | Foy |

|                 |           |  |
| Duff 47’ (aut.) | Marcatori |  |

### Football League Cup
| Arbitro: | Mason |

|  |           |             |
|  | Marcatori | 58’ Stewart |

### FA Cup
| Arbitro: | Stroud |

|             |           |                 |
| Jackson 57’ | Marcatori | 13’, 79’ Milner |

| Doncaster 24 gennaio 2009, ore 16:00 UTC+0 Quarto turno | Doncaster | 0 – 0 referto | Aston Villa | Keepmoat Stadium (13.517 spett.)\| Arbitro: \| Halsey \| |
| Arbitro:                                                | Halsey    |               |             |                                                          |

| Arbitro: | Mason |

|                                      |           |             |
| Sidwell 15’ Carew 19’ Delfouneso 61’ | Marcatori | 45+2’ Price |

| Arbitro: | Dowd |

|                                  |           |           |
| Rodwell 4’ Arteta 24’ Cahill 76’ | Marcatori | 8’ Milner |

### Intertoto
| Arbitro: | De Marco |

|                                    |           |                      |
| Sidwell 25’ (aut.) Christensen 90’ | Marcatori | 7’ Carew 76’ Laursen |

| Arbitro: | ? |

|              |           |  |
| A. Young 50’ | Marcatori |  |

### Coppa UEFA
| Arbitro: | Matějek |

|                    |           |                                                 |
| M. Guðmundsson 45’ | Marcatori | 4’ Barry 7’ A. Young 38’ Agbonlahor 64’ Laursen |

| Arbitro: | Kuipers |

|             |           |               |
| Gardner 27’ | Marcatori | 30’ Björnsson |

| Arbitro: | Zografos |

|              |           |                                        |
| I. Popov 10’ | Marcatori | 45+1’ Reo-Coker 72’ Barry 90+2’ Petrov |

| Arbitro: | Chapron |

|              |           |             |
| Harewood 27’ | Marcatori | 53’ Niflore |

| Arbitro: | Einwaller |

|                      |           |               |
| Laursen 8’ Barry 45’ | Marcatori | 22’ Vermaelen |

| Arbitro: | Kapitanis |

|  |           |           |
|  | Marcatori | 26’ Carew |

| Arbitro: | Berntsen |

|                |           |                        |
| Delfouneso 28’ | Marcatori | 16’ Leitner 19’ Štyvar |

| Arbitro: | Nikolaev |

|                          |           |                |
| Petrić 18’ Olić 30’, 57’ | Marcatori | 83’ Delfouneso |

| Arbitro: | Rasmussen |

|           |           |                 |
| Carew 69’ | Marcatori | 14’ Vágner Love |

| Arbitro: | Brych |

|                              |           |  |
| Žirkov 61’ Vágner Love 90+3’ | Marcatori |  |

## Statistiche

### Statistiche di squadra
| Competizione        | Punti | In casa | In casa | In casa | In casa | In casa | In casa | In trasferta | In trasferta | In trasferta | In trasferta | In trasferta | In trasferta | Totale | Totale | Totale | Totale | Totale | Totale | DR |
| Competizione        | Punti | G       | V       | N       | P       | Gf      | Gs      | G            | V            | N            | P            | Gf           | Gs           | G      | V      | N      | P      | Gf     | Gs     | DR |
| ------------------- | ----- | ------- | ------- | ------- | ------- | ------- | ------- | ------------ | ------------ | ------------ | ------------ | ------------ | ------------ | ------ | ------ | ------ | ------ | ------ | ------ | -- |
| Premier League      | 62    | 19      | 7       | 9       | 3       | 27      | 21      | 19           | 10           | 2            | 7            | 27           | 27           | 38     | 17     | 11     | 10     | 54     | 48     | +6 |
| Football League Cup | -     | 1       | 0       | 0       | 1       | 0       | 1       | 0            | 0            | 0            | 0            | 0            | 0            | 1      | 0      | 0      | 1      | 0      | 1      | -1 |
| FA Cup              | -     | 1       | 1       | 0       | 0       | 3       | 1       | 3            | 1            | 1            | 1            | 3            | 4            | 4      | 2      | 1      | 1      | 6      | 5      | +1 |
| Coppa Intertoto     | -     | 1       | 1       | 0       | 0       | 1       | 0       | 1            | 0            | 1            | 0            | 2            | 2            | 2      | 1      | 1      | 0      | 3      | 2      | +1 |
| Coppa UEFA          | -     | 5       | 1       | 3       | 1       | 6       | 6       | 5            | 3            | 0            | 2            | 9            | 7            | 10     | 4      | 4      | 2      | 15     | 13     | +2 |
| Totale              | -     | 27      | 10      | 12      | 5       | 37      | 29      | 28           | 14           | 4            | 10           | 41           | 40           | 55     | 24     | 17     | 14     | 78     | 69     | +9 |

### Statistiche dei giocatori
| Giocatore     | Premier League | Premier League | Premier League | Premier League | Football League Cup+FA Cup | Football League Cup+FA Cup | Football League Cup+FA Cup | Football League Cup+FA Cup | Coppa Intertoto+Coppa UEFA | Coppa Intertoto+Coppa UEFA | Coppa Intertoto+Coppa UEFA | Coppa Intertoto+Coppa UEFA | Totale   | Totale | Totale      | Totale     |
| Giocatore     | Presenze       | Reti           | Ammonizioni    | Espulsioni     | Presenze                   | Reti                       | Ammonizioni                | Espulsioni                 | Presenze                   | Reti                       | Ammonizioni                | Espulsioni                 | Presenze | Reti   | Ammonizioni | Espulsioni |
| ------------- | -------------- | -------------- | -------------- | -------------- | -------------------------- | -------------------------- | -------------------------- | -------------------------- | -------------------------- | -------------------------- | -------------------------- | -------------------------- | -------- | ------ | ----------- | ---------- |
| G. Agbonlahor | 36             | 12             | 4              | 0              | 1+2                        | 0                          | 0                          | 0                          | 2+7                        | 0+1                        | 0                          | 0                          | 48       | 13     | 4           | 0          |
| B. Bannan     | 0              | 0              | 0              | 0              | 0                          | 0                          | 0                          | 0                          | 0+2                        | 0                          | 0+1                        | 0                          | 2        | 0      | 1           | 0          |
| G. Barry      | 38             | 5              | 9              | 0              | 1+1                        | 0                          | 0                          | 0                          | 1+7                        | 0+3                        | 0+1                        | 0                          | 48       | 8      | 10          | 0          |
| W. Bouma      | 0              | 0              | 0              | 0              | 0                          | 0                          | 0                          | 0                          | 2+0                        | 0                          | 0                          | 0                          | 2        | 0      | 0           | 0          |
| J. Carew      | 27             | 11             | 2              | 0              | 1+2                        | 0+1                        | 0                          | 0                          | 2+2                        | 1+2                        | 1+0                        | 0                          | 34       | 15     | 3           | 0          |
| C. Cuéllar    | 27             | 0              | 2              | 0              | 1+2                        | 0                          | 1+0                        | 0                          | 0+6                        | 0                          | 0+1                        | 0                          | 36       | 0      | 4           | 0          |
| C. Davies     | 35             | 1              | 2              | 0              | 0+4                        | 0                          | 0+1                        | 0                          | 0+6                        | 0                          | 0                          | 0                          | 45       | 1      | 3           | 0          |
| N. Delfouneso | 4              | 0              | 0              | 0              | 0+3                        | 0+1                        | 0                          | 0                          | 0+6                        | 0+2                        | 0+1                        | 0                          | 13       | 3      | 1           | 0          |
| B. Friedel    | 38             | 0              | 1              | 1              | 0+3                        | 0                          | 0                          | 0                          | 0+5                        | 0                          | 0                          | 0                          | 46       | 0      | 1           | 1          |
| C. Gardner    | 14             | 0              | 1              | 0              | 1+4                        | 0                          | 1+0                        | 0                          | 2+9                        | 0+1                        | 0+2                        | 0                          | 30       | 1      | 4           | 0          |
| B. Guzan      | 1              | 0              | 0              | 0              | 1+1                        | 0                          | 0                          | 0                          | 0+5                        | 0                          | 0+1                        | 0                          | 8        | 0      | 1           | 0          |
| M. Harewood   | 6              | 0              | 0              | 0              | 1+1                        | 0                          | 0                          | 0                          | 0+7                        | 0+1                        | 0+1                        | 0                          | 15       | 1      | 1           | 0          |
| E. Heskey     | 14             | 2              | 0              | 0              | 0                          | 0                          | 0                          | 0                          | 0                          | 0                          | 0                          | 0                          | 14       | 2      | 0           | 0          |
| Z. Knight     | 13             | 1              | 0              | 0              | 1+3                        | 0                          | 0                          | 0                          | 2+7                        | 0                          | 0+1                        | 0                          | 26       | 1      | 1           | 0          |
| M. Laursen    | 19             | 1              | 1              | 0              | 0                          | 0                          | 0                          | 0                          | 2+3                        | 1+2                        | 0                          | 0                          | 24       | 4      | 1           | 0          |
| J. Milner     | 36             | 3              | 6              | 0              | 0+3                        | 0+3                        | 0+1                        | 0                          | 0+4                        | 0                          | 0                          | 0                          | 43       | 6      | 7           | 0          |
| S. O'Halloran | 2              | 0              | 0              | 0              | 1+0                        | 0                          | 0                          | 0                          | 0                          | 0                          | 0                          | 0                          | 3        | 0      | 0           | 0          |
| I. Osbourne   | 0              | 0              | 0              | 0              | 1+1                        | 0                          | 0                          | 0                          | 0+3                        | 0                          | 0+1                        | 0                          | 5        | 0      | 1           | 0          |
| S. Petrov     | 36             | 1              | 6              | 0              | 1+3                        | 0                          | 0+1                        | 0                          | 2+5                        | 0+1                        | 0+2                        | 0                          | 47       | 2      | 9           | 0          |
| N. Reo-Coker  | 26             | 1              | 3              | 0              | 0+2                        | 0                          | 0+1                        | 0                          | 2+6                        | 0+1                        | 0                          | 0                          | 36       | 2      | 4           | 0          |
| M. Salifou    | 0              | 0              | 0              | 0              | 0+1                        | 0                          | 0                          | 0                          | 0+8                        | 0                          | 0                          | 0                          | 9        | 0      | 0           | 0          |
| N. Shorey     | 21             | 0              | 2              | 0              | 1+3                        | 0                          | 0                          | 0                          | 0+8                        | 0                          | 0                          | 0                          | 33       | 0      | 2           | 0          |
| S. Sidwell    | 16             | 3              | 2              | 0              | 0+4                        | 0+1                        | 0+2                        | 0                          | 2+3                        | 0                          | 0+2                        | 0+1                        | 25       | 4      | 6           | 1          |
| S. Taylor     | 0              | 0              | 0              | 0              | 0                          | 0                          | 0                          | 0                          | 2+0                        | 0                          | 0                          | 0                          | 2        | 0      | 0           | 0          |
| A. Young      | 36             | 7              | 7              | 1              | 1+3                        | 0                          | 0                          | 0                          | 2+6                        | 0+2                        | 1+0                        | 0                          | 48       | 9      | 8           | 1          |
| L. Young      | 34             | 1              | 6              | 0              | 0+2                        | 0                          | 0                          | 0                          | 0+7                        | 0                          | 0+1                        | 0                          | 43       | 1      | 7           | 0          |

## Squadra riserve e Academy

### Organigramma societario
Area direttiva
- Direttore Academy: Bryan Jones
- Assistente direttore Academy: Steve Burns
- Responsabile educazione e lavoro: Paul Brackwell

Scuola Calcio
- Allenatore riserve: Kevin MacDonald
- Allenatore Academy: Tony McAndrew
- Allenatore Academy: Gordon Cowans
- Allenatore portieri Academy: Rafael Gonzalez

### Piazzamenti
- Campionato riserve: 1º in campionato.
- Campionato Academy: 3º in campionato.